# Расулев, Гайса Фаткуллович
Гайса Фаткуллович Расулев (баш. Ғайса Фәтҡулла улы Рәсүлев, 1866—1921) — религиозный и общественный деятель, ахун.

## Биография
Родился в 1866 году в деревне Шарипово Троицкого уезда Оренбургской губернии (ныне Учалинского района Республики Башкортостан), в семье брата известного ишана Зайнуллы Расулева — Фаткуллы Хабибулловича Расулева. Отец Т. Г. Расулева.
Окончил медресе «Расулия». Служил в сане имам-хатыба в мечети деревни Яльчигулово Троицкого уезда Оренбургской губернии.
28 августа 1888 года назначен ахуном деревни Старобайрамгулово Троицкого уезда Оренбургской губернии.
В 1904—1905 гг. принимал участие в русско-японской войне, служил полковым муллой при штабе 3-й Маньчжурской армии. Был награждён орденом Святого Станислава 3-й степени с мечами.
После окончания войны, возвратился на родину. Служил ахуном.

## Память
В народе был признан как аулия. По башкирскому преданию, после смерти Гайсы Расулева недалеко от его могилы в деревне Старобайрамгулово, забил святой источник (баш. әүлиә шишмәһе).
Сохранилось несколько поэтических произведений Гайсы Фаткулловича. Возникновение башкирской народной песни «Гайса-ахун» («Ильсе-Гайса») связывают с именем Гайсы Расулева. В основу данного произведения легли баиты и мунажаты, написанные ахуном на войне после получения известия о смерти родного брата Мусы.